# Devardasche Legierung

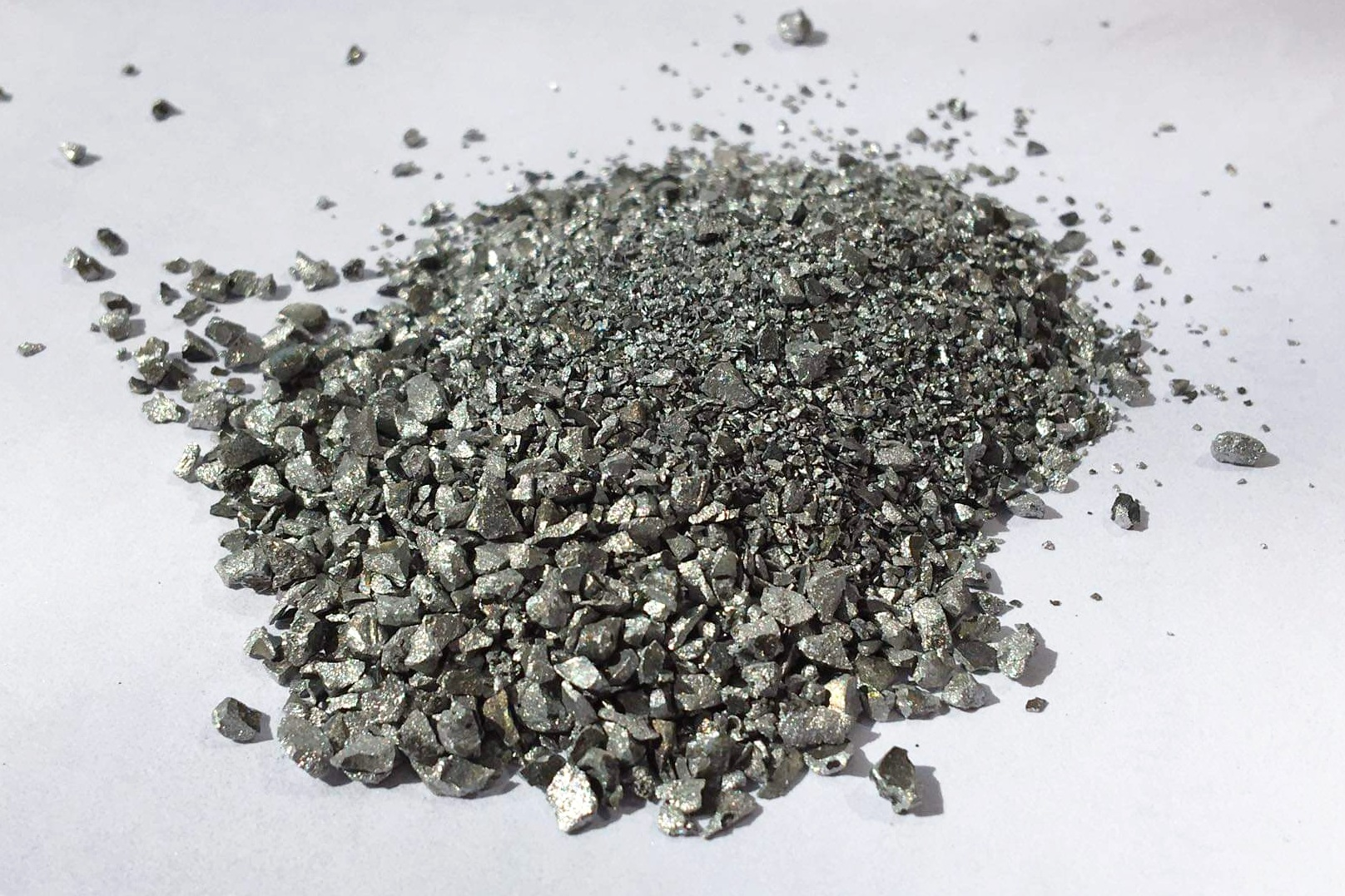
Devardasche Legierung

Die Devardasche Legierung, auch Legierung nach Devarda oder kurz Devarda genannt, ist eine nach dem italienischen Chemiker Arturo Devarda (1859–1944) benannte Legierung aus Aluminium, Kupfer und Zink. Das spröde, graue Metallgemisch dient vor allem in der analytischen Chemie als starkes Reduktionsmittel. Zu den wichtigsten Anwendungen der Legierung gehört der Nachweis von Nitrat und die quantitative Bestimmung von Nitraten, beispielsweise in Düngemitteln oder in Abwasser.

## Eigenschaften
Aus der typischen Zusammensetzung von 45 % Al, 50 % Cu und 5 % Zn (Massenprozente) ergibt sich eine Verhältnisformel von Al21,8Cu10,3Zn oder gerundet ungefähr Al22Cu10Zn. Dieser Zusammensetzung entspricht eine mittlere Molmasse von 39,5 g·mol−1.
Die Zusammensetzung käuflicher Legierungen variieren im Bereich 44–46 % Aluminium, 49–51 % Kupfer und 4–6 % Zink.
Die Devardasche Legierung ist ein graues, geruchloses Pulver und so spröde, dass sie im Mörser pulverisiert werden kann. Die Dichte liegt bei 5,79 g·cm−3, der Schmelzpunkt bei 490–560 °C, der Siedepunkt bei 906 °C. Sie ist nahezu unlöslich in Wasser.
Weitere Eigenschaften:
- Sie kann leicht zerteilt werden, was die Anwendung kleiner Mengen, z. B. für Analysen im Mikromaßstab sehr erleichtert und eine angepasste Dosierung gestattet, so dass sie im Vergleich zu Aluminiumgranalien eine flexiblere Anwendung gestattet.
- Durch die große Oberfläche der fein zermörserten Legierung erfolgt eine schnellere Reaktion.
- Frisch zerteiltes Metall hat gegenüber Zink- oder Aluminiumpulver den Vorteil, nicht im selben Maße mit einer passivierenden Oxidschicht bedeckt zu sein. Auch der hohe Kupfergehalt der Legierung trägt dazu bei, dass sich weniger solcher Schichten bilden als bei reinem Al oder Zn.
- Das Kupfer wirkt durch die Ausbildung eines Lokalelements katalytisch, d. h., Reduktionen mit Devardascher Legierung verlaufen deutlich schneller als bei Anwendung von Zink oder Aluminium.
- Reduktionen mit Aluminium erfordern oft eine stark alkalische Lösung. Im Gegensatz dazu sind Reduktionen mit Devardascher Legierung auch schon in schwach alkalischer Lösung oder sogar in neutraler Lösung durchführbar, auch wenn die Reaktion in neutraler Lösung wesentlich länger dauert.

Oft wird die Legierung im stark alkalischem Milieu verwendet. 

## Reaktion mit Säuren oder Laugen
In Säuren oder Laugen lösen sich das Aluminium und das Zink auf, wobei sich Wasserstoff entwickelt:
{\displaystyle \mathrm {2\ Al\ +\ 6\ H_{3}O^{+}\longrightarrow 2\ Al^{3+}\ +\ 3\ H_{2}\uparrow \ +\ 6\ H_{2}O} }
bzw.
{\displaystyle \mathrm {2\ Al\ +\ 2\ OH^{-}\ +\ 6\ H_{2}O\longrightarrow \ 2\ [Al(OH)_{4}]^{-}\ +\ 3\ H_{2}\uparrow } }
und
{\displaystyle \mathrm {Zn\ +\ 2\ H_{3}O^{+}\longrightarrow \ Zn^{2+}\ +\ H_{2}\uparrow \ +\ 2\ H_{2}O} }
In nichtoxidierenden, sauerstofffreien Säuren bleibt das meiste Kupfer ungelöst. Die reduzierende Wirkung bei der Anwendung der Legierung beruht in vielen Fällen auf der Reaktivität des entstehenden Wasserstoffs.

## Nachweis von Nitraten
Devarda wird für den Nachweis von Nitraten verwendet. Versetzt man eine Nitrat enthaltende Probe mit Devarda und Natronlauge und erhitzt die Lösung vorsichtig, so wird das Nitrat zu gasförmigem Ammoniak reduziert, was durch seinen charakteristischen Geruch leicht identifizierbar ist:
{\displaystyle \mathrm {3\ NO_{3}^{-}+8\ Al+5\ OH^{-}+18\ H_{2}O} }
{\displaystyle \mathrm {\longrightarrow 3\ NH_{3}+8\ [Al(OH)_{4}]^{-}} }
die Na-Ionen der Natronlauge und das (beliebige) Kation des Nitrates wurden in der Formel weggelassen

### Kjeldahlsche Stickstoffbestimmung
Bei der Kjeldahlschen Stickstoffbestimmung werden zunächst nur als Amine, Amide oder in Heterocyclen vorhandene Stickstoffanteile nach Umsetzung mit konzentrierter Schwefelsäure bestimmt. Zum weiteren Nachweis von Stickstoff aus Azo- oder Nitrogruppen müssen diese – ähnlich wie Nitrate – zunächst reduziert werden, was mit Devardscher Legierung geschehen kann.

## Nachweis von Chloraten
Chlorate werden durch die Devardasche Legierung in saurer, neutraler oder alkalischer Lösung zu Chloriden reduziert. Die Reduktion ist zwar auch durch Kochen mit Zinkstaub möglich, die Reaktion verläuft aber insbesondere in neutraler Lösung mit Zink sehr langsam, weshalb die Devardasche Legierung bevorzugt wird. Zum Nachweis von Chlorat entfernt man eventuell vorhandenes Chlorid durch Fällung mit Silbernitrat und Silbersulfat. Nachdem ausgefallenes Silberchlorid durch Filtration entfernt wurde, gibt man ein wenig Devardasche Legierung dazu und kocht.
{\displaystyle \mathrm {ClO_{3}^{-}+3\ Zn+3\ H_{2}O\longrightarrow 3\ Zn(OH)_{2}+Cl^{-}} }
Nachdem man das Kupfer abfiltriert hat, säuert man das Filtrat mit Salpetersäure an und versetzt mit Silbernitrat. Eine Fällung von Silberchlorid belegt dann, dass die Ausgangsprobe Chlorate enthalten hat.
Perchlorate stören den Nachweis nicht, da sie auch durch die Devardasche Legierung nicht reduziert werden.